# نظرية الوعد
نظرية الوعد هي طريقة تحليل مناسبة لدراسة أي نظام من المكونات المتفاعلة. في سياق علم المعلومات ، تقدم نظرية الوعد منهجية لتنظيم وفهم الأنظمة المعقدة من خلال نمذجة التعاون الطوعي بين الفاعلين الفرديين أو الوكلاء ، والتي تعلن عن `` نواياهم '' لبعضهم البعض في شكل وعود. نظرية الوعد لها أساس فلسفي وصياغة رياضية متجذرة في نظرية الرسم البياني ونظرية المجموعات .
الهدف من نظرية الوعد هو الكشف عن سلوك الكل من مجموع أجزائه ، مع الأخذ بوجهة نظر الأجزاء بدلاً من الكل. بعبارة أخرى ، إنها وجهة نظر بنائية للعالم من أسفل إلى أعلى. نظرية الوعد ليست تقنية أو منهجية تصميم. لا يؤيد أي موقف أو مبدأ تصميم ، إلا كوسيلة للتحليل.
يتم استخدام نظرية الوعد في مجموعة متنوعة من التخصصات التي تتراوح من شبكة ( SDN )  وإدارة أنظمة الكمبيوتر  إلى المنظمات  والتمويل.

## تاريخ
تم اقتراح شكل مبكر من نظرية الوعد من قبل الفيزيائي وعالم الكمبيوتر مارك بورغيس في عام 2004 ،  في البداية في سياق علم المعلومات ، من أجل حل المشكلات الملحوظة باستخدام المنطق القائم على الالتزام في مخططات إدارة الكمبيوتر ، على وجه الخصوص للإدارة القائمة على السياسة .
أدى التعاون بين بيرجيس وعالم الكمبيوتر الهولندي يان بيرجسترا إلى نموذج أعمق ومتسق من الوعد ، والذي تضمن مفهوم الافتراضات ودور الثقة. لقد طوروا وطبقوا النظرية على العديد من المجالات من تكنولوجيا المعلومات إلى المنظمات والاقتصاد. نتج عن التعاون العديد من الكتب والعديد من الأوراق العلمية التي تغطي مجموعة من التطبيقات المختلفة.
على الرغم من العمومية اللاحقة لنظرية الوعد ، فقد اقترحها بورغيس في الأصل كطريقة لنمذجة برنامج إدارة الكمبيوتر CFEngine وسلوكه المستقل. كان CFEngine قيد التطوير منذ عام 1993  ووجد بيرجيس أن النظريات القائمة على أساس الالتزامات كانت غير مناسبة لأنها "ترقى إلى مستوى التفكير التمني". وبالتالي ، يستخدم CFEngine نموذجًا من الاستقلالية - كما تشير إليه نظرية الوعد - كطريقة لتجنب التناقض الموزع في السياسة وكمبدأ أمني ضد الهجوم الخارجي. اعتبارًا من يناير 2023 ، تستخدم أكثر من 2700 شركة CFEngine في جميع أنحاء العالم.
خارج أنظمة إدارة التهيئة و DevOps ، كانت بداية Promise Theory بطيئة. في مقال Promise You A Rose Garden (2007)  استخدم بيرجس أسلوبًا أكثر شهرة وأقل أكاديمية ، لكنه فشل في توسيع الرؤية العامة للمفهوم في ذلك الوقت. بعد بضع سنوات ، في عام 2012 ، تغيرت الأمور عندما بدأت Cisco في استخدام Promise Theory في مبادرات SDN المتنامية ، والمعروفة أيضًا باسم "ACI" ، البنية التحتية المركزية للتطبيق. التقطت وسائل الإعلام التقنية الاستخدام في 2013  مما أدى إلى عدد من التطبيقات المثيرة للاهتمام لنظرية الوعد في التخصصات الجديدة في السنوات التالية ، مثل علم الأحياء ،  إدارة سلسلة التوريد ،  التصميم ،  الأعمال / القيادة  وهندسة النظم. يناقش المؤلف الشهير والمتحدث والفيلسوف تيم أورايلي نظرية الوعد في كتابه الأكثر مبيعًا WTF: ما هو المستقبل .

## الأفكار الرئيسية
توصف نظرية الوعد بأنها أداة نمذجة أو طريقة تحليل مناسبة لدراسة أي نظام من المكونات المتفاعلة. إنها ليست تقنية أو منهجية تصميم ولا تدعو إلى أي موقف أو مبدأ تصميم ، باستثناء طريقة التحليل.

### عملاء
يُقال أن الوكلاء في نظرية الوعد مستقلون ، مما يعني أنهم مستقلون سببيًا عن بعضهم البعض. يعني هذا الاستقلال أنه لا يمكن السيطرة عليهم من الخارج ، فهم ينشأون سلوكياتهم الخاصة تمامًا من الداخل ، ومع ذلك يمكنهم الاعتماد على خدمات بعضهم البعض من خلال تقديم وعود للإشارة إلى التعاون. وبالتالي ، فإن الوكلاء يقررون أنفسهم بأنفسهم حتى يحين الوقت الذي يتخلون فيه جزئيًا أو كليًا عن استقلاليتهم من خلال الوعد بقبول التوجيه من الوكلاء الآخرين.
قد يكون الوكلاء بسيطين جدًا ، مثل العنوان في مستند HTML ، أو معقدًا جدًا ، مثل خادم الأسماء في شبكة مثل خادم DNS . بغض النظر عن التعقيد الداخلي ، ويجسد الوكيل آليات من أجل الوفاء بالوعود. يقدم عنوان HTML وعودًا حول العرض الخاص به عبر عبارات CSS . يعد خادم DNS بالإجابة على الطلبات الخاصة بالعناوين التي تحمل اسمًا. الأول بسيط للغاية ، والثاني أكثر تعقيدًا. تؤدي هذه الاختلافات في تعقيد العملية الداخلية إلى تعريف ما يسمى " القياس الدلالي لتعقيد العامل .

### النوايا والنتائج
قد يكون للوكلاء في نظرية الوعد "نوايا". قد تتحقق النية من خلال سلوك أو نتيجة مستهدفة. وهكذا تصبح النوايا ملموسة من خلال تحديد مجموعة من النتائج المقبولة المرتبطة بكل نية. تكون النتيجة أكثر فائدة عندما تصف نقطة ثابتة ثابتة أو رياضية في بعض وصف الحالات ، لأن هذا يمكن أن يكون مستقرًا ديناميكيًا ودلالة.
كل نية تعبر عن نتيجة قابلة للقياس الكمي ، والتي يمكن وصفها بأنها حالة الوكيل. توصف النوايا أحيانًا بأنها أهداف أو أهداف أو حالات مرغوبة. يتم ترك اختيار النوايا من قبل الوكيل دون تفسير وذلك لتجنب الأسئلة حول الإرادة الحرة.
يعبر العملاء عن نواياهم لبعضهم البعض من خلال "الوعد" أو "الفرض". يوفر هذا مقياسًا يمكنهم من خلاله "تقييم" ما إذا كانت النوايا قد تم الوفاء بها أم لا (أي ما إذا كان يتم الوفاء بالوعود).

### وعود
تنشأ الوعود عندما يشترك الوكيل في إحدى نواياه مع وكيل آخر طواعية ، على سبيل المثال عن طريق نشر نيته. يتم ترك طريقة المشاركة للشرح.
على سبيل المثال ، الشيء ، مثل مقبض الباب ، هو عامل يعد بأنه مناسب لفتح الباب ، على الرغم من أنه يمكن استخدامه لشيء آخر ، على سبيل المثال لحفر حفرة في الأرض. لا يمكننا أن نفترض أن الوكلاء سيقبلون الوعود المعطاة بالروح التي قصدت بها ، لأن كل وكيل له سياقه وقدراته الخاصة. يمكن التعبير عن الوعد بـ "سهولة التعامل مع الباب" بحكم شكله المادي أو من خلال وجود ملصق مكتوب مرفق بلغة ما. يمكن للوكيل الذي يستخدم هذا الوعد تقييم ما إذا كان الوكيل يفي بوعده ، أو أنه "مناسب للغرض". يمكن لأي وكيل أن يقرر ذلك بنفسه.
يجوز لوكيل آخر استخدام الوعد طواعية للتأثير على استخدامه للوكيل الآخر. تسهل الوعود التفاعل والتعاون وتميل إلى تعظيم النتائج المرجوة. الوعود ليست أوامر أو ضوابط حتمية.

### استقلال
كانت الالتزامات ، وليس الوعود ، هي الطريقة التقليدية لنمذجة السلوك - في المجتمع ، في التكنولوجيا وغيرها من المجالات. في حين أن النموذج القائم على الالتزام لا يزال سائدًا ، فقد عرف نقاط ضعف ، لا سيما في مجالات مثل قابلية التوسع والقدرة على التنبؤ ، بسبب صلابته وافتقاره إلى الديناميكية.
إن نقطة انطلاق نظرية الوعد عن منطق الالتزام هي فكرة أن جميع الوكلاء في النظام يجب أن يتمتعوا باستقلالية في التحكم - أي أنه لا يمكن إجبارهم أو إجبارهم على سلوك معين. غالبًا ما تنظر نظريات الالتزام في علوم الكمبيوتر إلى الالتزام باعتباره أمرًا حتميًا يسبب نتائجه المقترحة. في نظرية الوعد ، لا يجوز للوكيل سوى تقديم وعود بشأن سلوكه. بالنسبة إلى الوكلاء المستقلين ، لا معنى لتقديم وعود بشأن سلوك شخص آخر.
على الرغم من أن هذا الافتراض يمكن تفسيره أخلاقياً أو أخلاقياً ، إلا أنه في نظرية الوعد ، يعد هذا ببساطة مبدأ `` هندسيًا '' عمليًا ، مما يؤدي إلى إعلان أكثر اكتمالاً عن الأدوار المقصودة للجهات الفاعلة أو الوكلاء في النظام: عند وضع افتراضات حول سلوك الآخرين غير مسموح به ، يضطر المرء إلى توثيق كل وعد بشكل كامل من أجل إجراء تنبؤات ستكشف بدورها عن أنماط الفشل المحتملة التي يمكن أن يفشل السلوك التعاوني من خلالها.
يمكن بسهولة إعادة إنتاج أنظمة القيادة والتحكم مثل تلك التي تحفز نظريات الالتزام من خلال جعل الوكلاء يعدون طواعية باتباع تعليمات وكيل آخر (يُنظر إلى هذا أيضًا على أنه نموذج أكثر واقعية للسلوك). بما أنه يمكن دائمًا التراجع عن الوعد ، فلا تناقض بين التعاون الطوعي والقيادة والسيطرة.
غالبًا ما يُنظر إلى الوعد في الفلسفة والقانون على أنه شيء يؤدي إلى التزام. نظرية الوعد ترفض وجهة النظر هذه. أظهر بيرجسترا وبورجيس أن مفهوم الوعد مستقل تمامًا عن الالتزام وهو في الواقع أبسط.

### اقتصاديات
يمكن أن تكون الوعود ذات قيمة بالنسبة للموعد أو حتى للمتعهد. قد تؤدي أيضًا إلى تكاليف. وبالتالي ، هناك قصة اقتصادية ترويها عن الوعود. إن اقتصاديات الوعود تحفز بشكل طبيعي سلوك "الوكيل الأناني" ويمكن اعتبار نظرية الوعد حافزًا لاتخاذ القرارات النظرية للعبة ، حيث تلعب الوعود المتعددة دور الاستراتيجيات في اللعبة.
تم استخدام نظرية الوعد أيضًا لنمذجة وبناء رؤى جديدة في الأنظمة النقدية.

## سلوك ناشئ
في علوم الكمبيوتر ، تصف نظرية الوعد الخدمات المحكومة بالسياسات ، في إطار من الوكلاء المستقلين تمامًا ، والتي تساعد بعضها البعض من خلال التعاون الطوعي وحده. إنه إطار لتحليل النماذج الواقعية للشبكات الحديثة ، وكنموذج رسمي لذكاء السرب .
يمكن النظر إلى نظرية الوعد على أنها إطار نظري منطقي ورسم بياني لفهم العلاقات المعقدة في الشبكات ، حيث يجب تلبية العديد من القيود ، والتي تم تطويرها في كلية جامعة أوسلو ، من خلال الاعتماد على أفكار من عدة خطوط بحث مختلفة أجريت هناك ، بما في ذلك السياسة الإدارة القائمة على أساس نظرية الرسم البياني والمنطق وإدارة التكوين . يستخدم نهجًا بنائيًا يبني هياكل إدارة تقليدية من الرسوم البيانية للوكلاء المتفاعلين والمستقلين. يمكن تأكيد الوعود إما من وكيل لنفسه أو من وكيل إلى آخر وكل وعد يتضمن قيدًا على سلوك الوكيل الواعد. ذرية الوعود تجعلها أداة لإيجاد التناقضات والتناقضات.

## الوكالة كنموذج للأنظمة في المكان والزمان
تؤدي الوعود التي قدمها الوكلاء المستقلون إلى بنية بيانية معتمدة بشكل متبادل ، والتي بدورها تؤدي إلى هياكل مكانية تمثل فيها العوامل مواقع شبيهة بالنقاط. يسمح ذلك بتوحيد نماذج المساحات الذكية ، أي المساحات ذات العلامات الدلالية أو حتى الوظيفية ، مثل قواعد البيانات وخرائط المعرفة والمستودعات والفنادق وما إلى ذلك ، مع أوصاف أخرى أكثر تقليدية للمكان والزمان. يستخدم نموذج الزمكان الدلالي نظرية الوعد لمناقشة مفاهيم الزمان والمكان هذه.
تعد الوعود بدائية من الناحية الحسابية أكثر من تقاربات الرسم البياني ، نظرًا لأن الارتباط يتطلب موافقة متبادلة من عاملين مستقلين ، وبالتالي فإن مفهوم الفضاء المتصل يتطلب مزيدًا من العمل لبناء الهيكل. هذا يجعلها مثيرة للاهتمام رياضيًا كمفهوم للفضاء ، ويوفر طريقة مفيدة لنمذجة أنظمة المعلومات المادية والافتراضية.

## نظرية الوعد والتحول السريع والعلوم الاجتماعية
دعا دانيال ميزيك ومارك شيفيلد ، منظمي شبكة القيادة المفتوحة وتكنولوجيا الفضاء المفتوح ، مؤسس نظرية الوعد مارك بورغيس لإلقاء كلمة رئيسية في مؤتمر بوسطن لشبكة القيادة المفتوحة في عام 2019. أدى ذلك إلى تطبيق التطوير الرسمي لنظرية الوعد لتعليم المفاهيم الرشيقة. وسع بيرجس لاحقًا ملاحظات المحاضرة إلى دورة دراسية عبر الإنترنت ،  والتي ادعى أنها دفعت إلى دراسة أعمق لمفاهيم النظم الاجتماعية ، بما في ذلك الثقة والسلطة.